# Carl Friedrich Wilhelm Zincken
Carl Friedrich Wilhelm Zincken (* 1729 in Halle; † 2. August 1806 in Seesen) war ein deutscher Jurist und Justizbeamter im Fürstentum Braunschweig-Wolfenbüttel.

## Leben
Carl Friedrich Wilhelm Zincken, aufgewachsen in Halle, Weimar und Leipzig, Sohn des Wirtschaftsgelehrten und Juristen Georg Heinrich Zincken und von Sophie Juliane Marie geb. Alverdessen, studierte ab 1746 am Braunschweiger Collegium Carolinum und an der Universität Helmstedt u. a. bei seinem Vater Jura und war nach seinem Studium im Dienst des Braunschweigischen Herzogs als Fiskal und Generalauditeur tätig sowie u. a. Mitglied der Herzoglichen Deutschen Gesellschaft in Helmstedt. Von 1776 bis 1781 nahm er als Auditeur des Generalstabs der braunschweigischen Truppen am amerikanischen Unabhängigkeitskrieg teil, 1783 wurde er zum Hofrat und Gerichtsschultheiß in Seesen ernannt.
Von seiner ersten Frau Sophie, die er 1762 geheiratet und mit der er zwei Kinder hatte, u. a. den nachmaligen Hofmedicus und Entomologen Julius Leopold Theodor Friedrich Zincken (genannt Sommer) (1770–1856), ließ er sich nach der Rückkehr aus Amerika scheiden und heiratete am 25. Februar 1791 in Seesen erneut. Aus dieser Ehe mit Johanne Philippine Dorothee geb. Niedhard ging der Mineraloge Johann Ludwig Carl Zincken hervor, der in Seesen am 13. Juni 1791 geboren wurde.
Als maßgeblicher Unterstützer des befreundeten Israel Jacobson gründete der Freimaurer Carl Friedrich Wilhelm Zincken 1801 in Seesen eine Reformschule mit, die so genannte Jacobson-Schule, eine Religions- und Industrieschule, auf der jüdische und christliche Kinder gemeinsam etwa im aufklärerischen Sinne von Lessings „Ringparabel“ erzogen werden sollten. Zincken formulierte 1801 erste Gedanken hinsichtlich der Errichtung eines Schulinstitutes in Seesen und fasste Jacobsons Schul-Pläne in konkrete Konzepte. Seine direkten Verbindungen zum herzoglichen Hof halfen, die Gründung des Lehrinstituts trotz örtlicher Proteste vollziehen zu können.
Zu den ersten christlichen Schülern gehörten sein Sohn Johann Ludwig Carl sowie ein Neffe des in Braunschweig geborenen Komponisten Ludwig Spohr.

## Werke
- Kurze und deutliche Einleitung zur Kriegs-Rechtsgelahrsamkeit in Deutschland, für angehende Auditeurs und Officiers: Nebst einer Vorrede von den Pflichten eines Auditeurs. Hechtel, Helmstedt [u. a.] 1771 (Vorlageform des Erscheinungsvermerks: Helmstädt und Magdeburg, Verlegt bey dem Commercien-Rath Hechtel, 1771).[8]
- Rechtliche Wirthschaftssätze und Cautelen bey Contracten, Kaufen, Verkaufen, Verpachten und Verwalten öffentlicher oder Privatgüter, so weit sich ein Wirth und Cammeralist davon Kenntniß erwerben muß. Nebst einer Vorrede, welche das Leben des weiland H. B. C. Hof- und Cammerraths … Georg Heinrich Zinken enthält. Hartknoch, Riga 1772.
- Kurze Anleitung zur praktischen Kriegs-Rechtsgelahrsamkeit in Deutschland, als der zweite Theil der Einleitung zur Kriegs-Rechtsgelahrsamkeit, zum Gebrauch der Herren Officiers und Auditeurs entworfen. Kühnlein, Helmstedt 1778 (Vorlageform des Erscheinungsvermerks: Helmstedt druckts und verlegts Johann Heinrich Kühnlin, 1778).